# Verkehrsmeteorologie
Verkehrsmeteorologie ist eine Teildisziplin der Meteorologie. Sie befasst sich mit sogenannten „signifikanten“ atmosphärischen Prozessen und Phänomenen, die Einfluss auf den Straßen-, Schienen-, Wasser- oder Luftverkehr haben, und ihrer Vorhersage oder Simulation mit dem Ziel, Verkehrsbehinderungen durch vorbeugende Maßnahmen vermeiden zu können.
Beispiele solcher signifikanter meteorologischer Prozesse und Phänomene sind im: 
- Straßenverkehr: Nebel, Glatteis, Schneefall, Starkregen, Orkan
- Schienenverkehr: Nieselregen, Raureif, starker Seitenwind
- Wasserverkehr: Nebel, Sturm, Eisgang, Hoch- oder Niedrigwasser
- Luftverkehr: Gewitter, Hagel, Schneefall, Sturm, Nebel, Wirbelschleppen

## Einrichtungen der Verkehrsmeteorologie
Abteilungen für Verkehrsmeteorologie gibt es in Deutschland u. a. für die Schifffahrt beim Bundesamt für Seeschifffahrt und Hydrographie, für den Luftverkehr bei der DLR und an der Leibniz-Universität Hannover.